# Neosemidalis serricornis
Neosemidalis serricornis är en insektsart som beskrevs av Meinander 1972. Neosemidalis serricornis ingår i släktet Neosemidalis och familjen vaxsländor. Inga underarter finns listade i Catalogue of Life.